# او راه خودش را رفت
او راه خودش رفت (انگلیسی: He Went That Way) یک فیلم جنایی و دلهره‌آور آمریکایی محصول سال ۲۰۲۳ به کارگردانی جفری دارلینگ در اولین کارگردانی خود است. این فیلم بر اساس کتاب غیرداستانی لوک کارامازوف نوشته کنراد هیلبری ساخته شده‌است و جیکوب الوردی و زکری کینتو در این فیلم بازی کرده‌اند.
اولین نمایش جهانی این فیلم در جشنواره ترایبکا در ۹ ژوئن ۲۰۲۳ بود و در ۵ ژانویه ۲۰۲۴ توسط ورتیکال انترتینمنت منتشر شد.

## داستان
این فیلم دربارهٔ جیم گودوین، مربی حیواناتی است که با شامپانزه حیوان خانگی‌اش همراهی می‌کند، که بعداً به یک قاتل زنجیره‌ای تبدیل می‌شود. این فیلم الهام گرفته از رویدادهای واقعی زندگی قاتل سریالی لری لی رانز است.

## بازیگران
- جیکوب الوردی در نقش بابی فالز
- زکری کینتو در نقش جیم گودوین
- پاتریک جی. آدامز در نقش سال
- تروی ایوانز در نقش هنک
- الکساندرا دوک در نقش ویتنی
- جان لی ایمز در نقش راتسو